# Fejervarya iskandari
Fejervarya iskandari és una espècie de granota que viu a Indonèsia.